# Morganfield (Kentucky)
Morganfield es una ciudad ubicada en el condado de Union, Kentucky, Estados Unidos. Según el censo de 2020, tiene una población de 3.256 habitantes.

## Geografía
La localidad está ubicada en las coordenadas 37°41′20″N 87°52′53″O / 37.68889, -87.88139 (37.688895, -87.881394). Según la Oficina del Censo de los Estados Unidos, Morganfield tiene una superficie total de 7.37 km², de la cual 7.29 km² corresponden a tierra firme y 0.08 km² es agua.

## Demografía
Según el censo de 2020, hay 3256 personas residiendo en Morganfield. La densidad de población es de 446.64 hab./km². El 80.74% son blancos, el 12.78% son afroamericanos, el 0.18% son amerindios, el 0.12% son asiáticos, el 1.17% son de otras razas y el 5.01% son de dos o más razas. Del total de la población, el 1.97% son hispanos o latinos de cualquier raza.